# Ninel Miculescu
Ninel Miculescu (15 de mayo de 1985) es un deportista rumano que compitió en halterofilia. Ganó una medalla de oro en el Campeonato Europeo de Halterofilia de 2010, en la categoría de 69 kg.

## Palmarés internacional
| Campeonato Europeo | Campeonato Europeo  | Campeonato Europeo | Campeonato Europeo |
| Año                | Lugar               | Medalla            | Categoría          |
| ------------------ | ------------------- | ------------------ | ------------------ |
| 2010               | Minsk (Bielorrusia) | Medalla de oro     | 69 kg              |